# Tigru
Tigrul (Panthera tigris) este o specie de mamifere carnivore din familia felidelor, fiind una dintre cele cinci specii ale genului Panthera. Este cel mai mare reprezentant al subfamiliei Pantherinae și unul dintre cei mai mari răpitori tereștri (după ursul polar și cel brun). Dimensiunile unui tigru siberian la vârsta de 6 luni sunt comparabile cu cele ale unui leopard adult.
Tigrilor le sunt caracteristice dungile de culoare închisă, amplasarea cărora variază de la un individ la altul. Corpul este adaptat pentru vânătoare, fiind dotat cu colți lungi și maxilare puternice, vedere nocturnă de șase ori mai bună decât a omului și musculatură dezvoltată, fiind capabil să sară la o înălțime de până la doi metri cu 50 kg de carne în dinți.
Tigrii se hrănesc îndeosebi cu copitate, dar pot vâna și maimuțe, păsări, pești și chiar alte răpitoare, ca lupii, leoparzii și crocodilii. Au un comportament solitar și veghează în singurătate teritorii de până la 1.000 km²; acestea pot cuprinde diferite landșafturi: la sud păduri tropicale și savane, iar la nord semideșerturi și taiga.
Sunt recunoscute 9 subspecii ale tigrului (toate pe teritoriul Asiei), dintre care către începutul secolului al XXI-lea s-au păstrat doar șase — în total 3.200 indivizi; cea mai numeroasă este a tigrului bengalez, a cărei populație alcătuiește aprox. 1.700 de specimene. Pe parcursul secolului al XX-lea, populația tigrilor a scăzut cu 93%, astfel încât către sfârșitul secolului, specia a fost inclusă în Lista roșie a IUCN și în documente similare ale unor țări. În prezent, vânătoarea sau capturarea tigrilor este interzisă în toată lumea.
Tigrul reprezintă un simbol al puterii și monarhiei în cultura asiatică. Unele zeități indiene sunt ilustrate călare pe tigri, demonstrându-și astfel superioritatea. Tigrul este unul dintre cele 12 simboluri de animale din calendarul chinezesc. Rolul său în cultura mondială este reflectat în recunoașterea sa ca simbol național al Malaeziei, Indiei, Bangladeshului și Republicii Coreea și ca cel mai iubit animal de pe Pământ, în urma unui sondaj realizat de Animal Planet.

## Studiere și clasificare

### Istoricul studierii
Prima descriere științifică a tigrului, pe atunci Felis tigris, a fost realizată de către Carolus Linnaeus în Systema Naturae (în 1911, zoologul britanic Oldfield Thomas a găsit că Linnaeus se referea în descrierea lui la tigrul bengalez). Mai târziu, în 1858, naturalistul rus Nikolai Severțov descrie aceeași specie sub denumirea de Tigris striatus. În 1867, zoologul britanic John Edward Gray o descrie ca Tigris regalis. Începând cu anul 1929, tigrul aparține de genul Panthera.
Cuvântul „tigru” provine din grecescul „tigris” care, la rândul său, derivă din „tigri”, cuvânt din persana veche, a cărui rădăcină „taig” înseamnă „rapid”.

### Evoluție

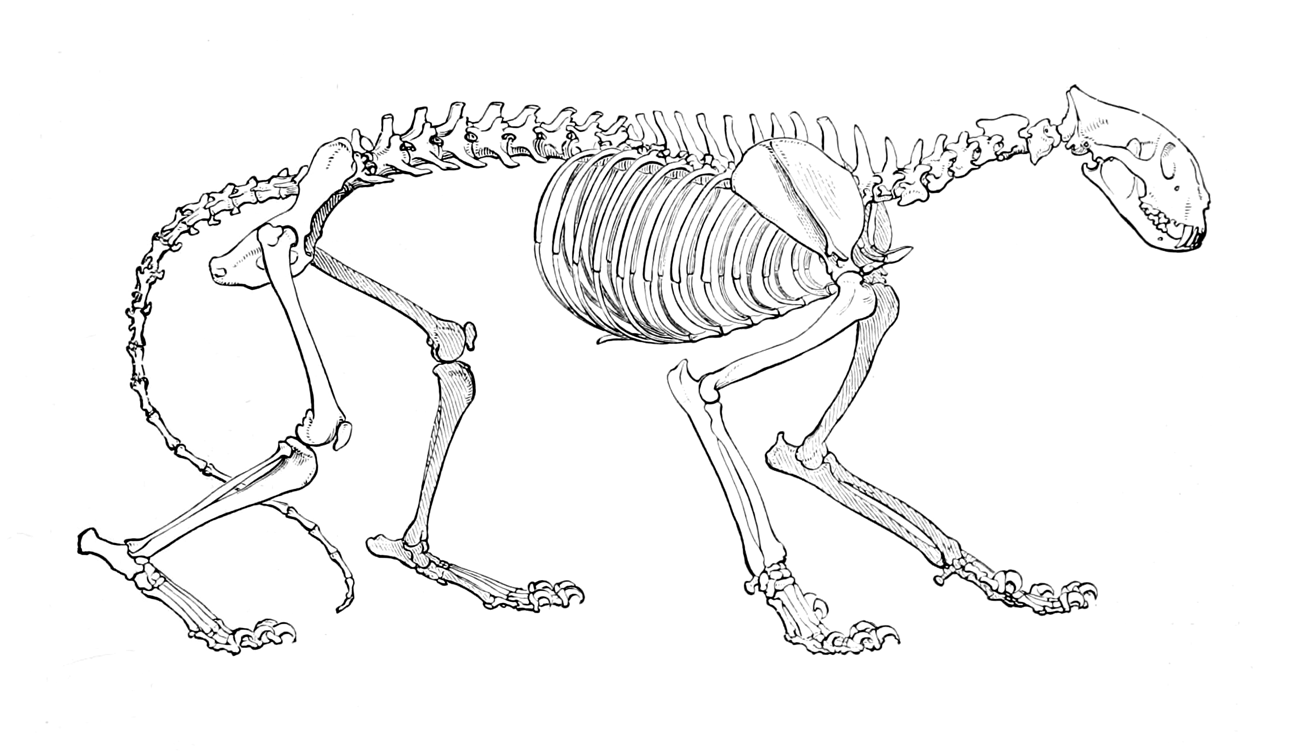
Scheletul tigrului

Cele mai multe date ce țin de evoluția speciei tigrului au fost obținute prin intermediul analizei rămășițelor pământești și a cercetărilor în domeniul filogeniei moleculare.
În baza analizelor cladogenetice s-a demonstrat că originea geografică a speciei se găsește în Asia de est.
Studierea osemintelor scoase la suprafață este dificilă din mai multe puncte de vedere. Descoperirile paleontologice nu sunt numeroase și sunt puternic fragmentate. Osemintele sunt expuse la poluare cu material genetic străin și, în genere, vechimea lor este greu de determinat.
Cele mai vechi rămășițe ale unui schelet de tigru au fost scoase la suprafață în nordul Chinei și în insula Java. Strămoșul tigrului, Panthera palaeosinensis (Zdansky, 1924), este destul de asemănător acestuia, dar de dimensiuni mai mici, care a trăit în provincia Henan din China de nord de la sfârșitul pliocenului până la începutul pleistocenului. Clasificarea acestei specii este, la moment, ambiguă.
Aproximativ 2 milioane de ani în urmă, la începutul pleistocenului, tigrul era răspândit în estul Asiei, populând și insule precum Borneo și Palawan. Au fost scoase la suprafață, în număr mare, oseminte din pleistocen, în China, Sumatra și Java. În India, Altai și Siberia, tigrii n-au apărut decât la sfârșitul pleistocenului. De asemenea, au fost descoperite rămășițe ale unor așa-zise pisici mari, clasificate la tigri, în nord-estul extrem al Siberiei. Pe continentele americane n-au fost făcute niciun fel de descoperiri în ce privește tigrul.
Conform analizelor anatomice comparative, dimensiunile medii ale tigrului s-au micșorat din pleistocen până în prezent (excepție face subspecia tigrilor siberieni). Acest fenomen este caracteristic mamiferelor din pleistocen și oferă informații despre scăderea bioproductivității sezoniere a mediului și/sau despre micșorarea dimensiunilor medii ale prăzii ( în cazul răpitoarelor ). Oseminte din holocen au fost descoperite în insulele Java și Borneo. Colții de tigru aflați în posesia băștinașilor din Borneo au fost, după spusele acestora, ai unor tigri sălbatici pe care strămoșii lor i-ar fi ucis 4–7 generații mai înainte, ceea ce indică faptul că tigrul din Borneo ar fi dispărut acum aprox. 200 de ani. Cea mai evidentă dovadă este recenta descoperire a unui fragment de dinte printre sedimentele neolitice dintr-o peșteră din partea malaeziană a insulei (Sarawak).
Datele molecularo-filogenice confirmă relațiile strânse de rudenie între speciile genului Panthera și demonstrează că tigrul s-a separat de linia ancestrală cu peste 2 milioane de ani mai devreme decât leul, leopardul și jaguarul.

### Subspecii

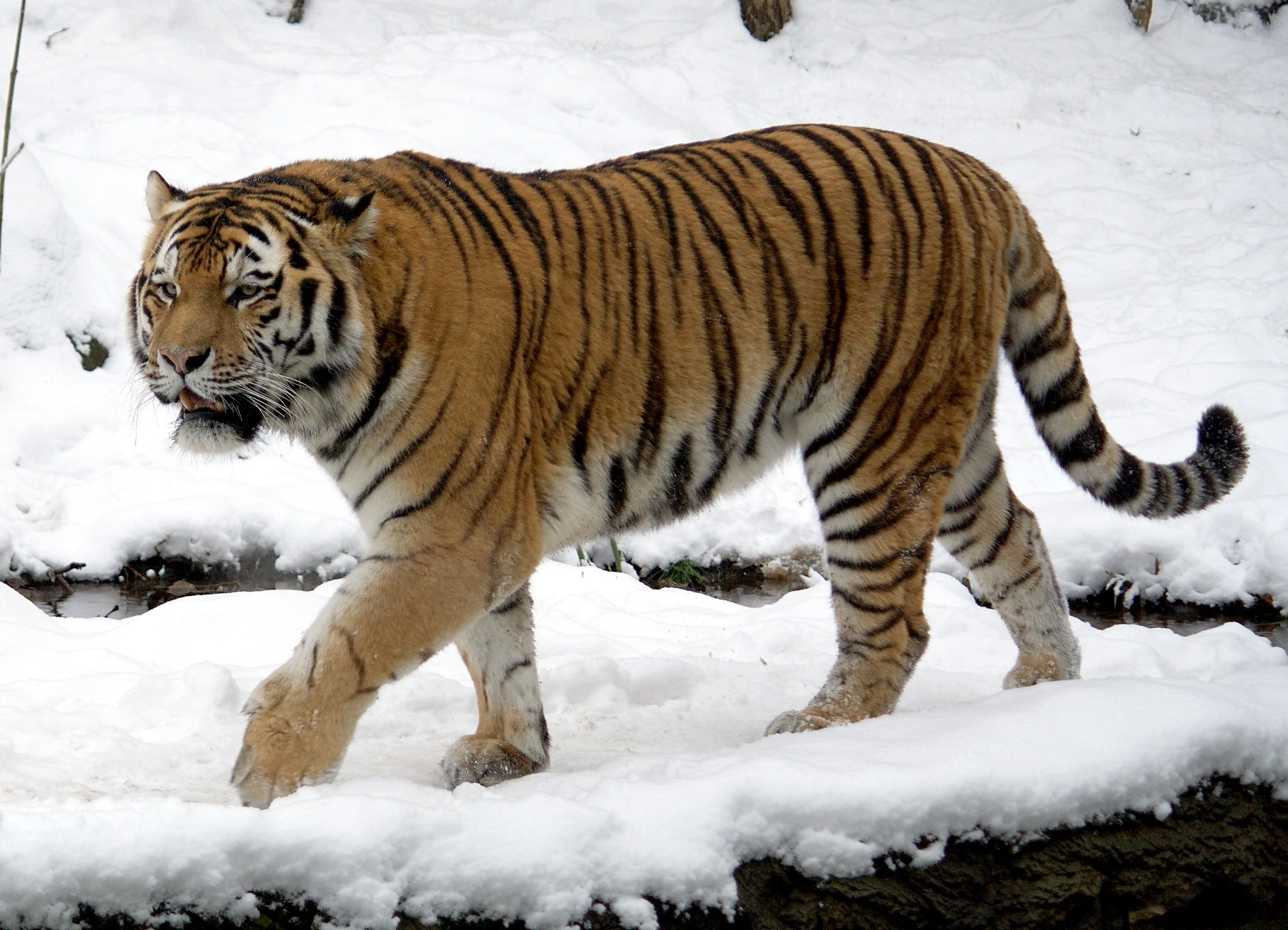
Tigru siberian

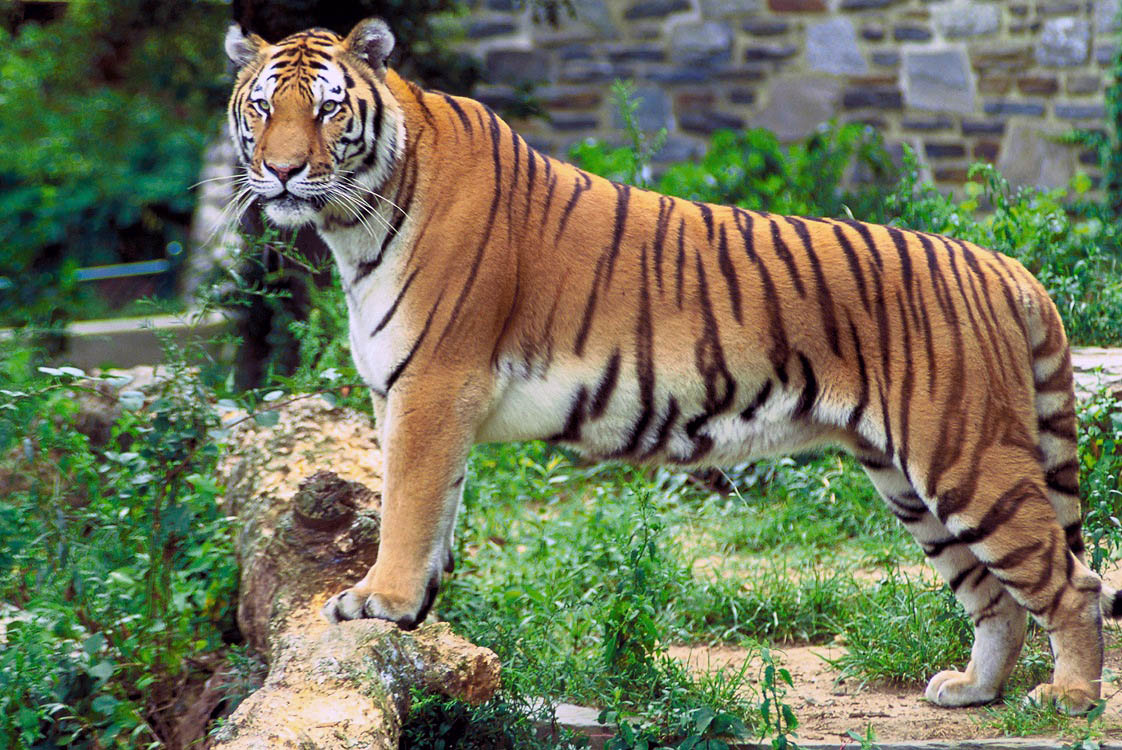
Tigru bengalez

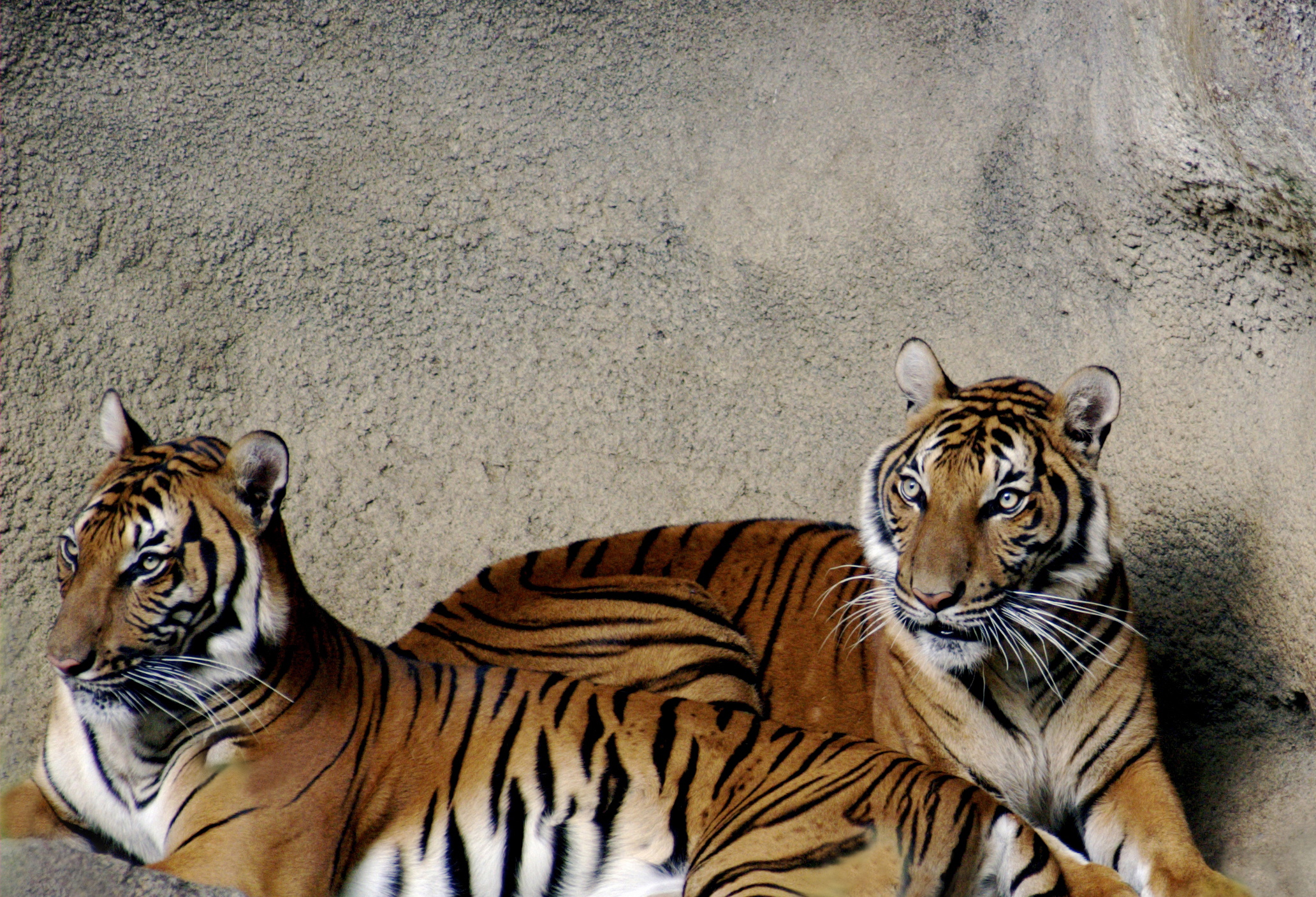
Tigru indochinez

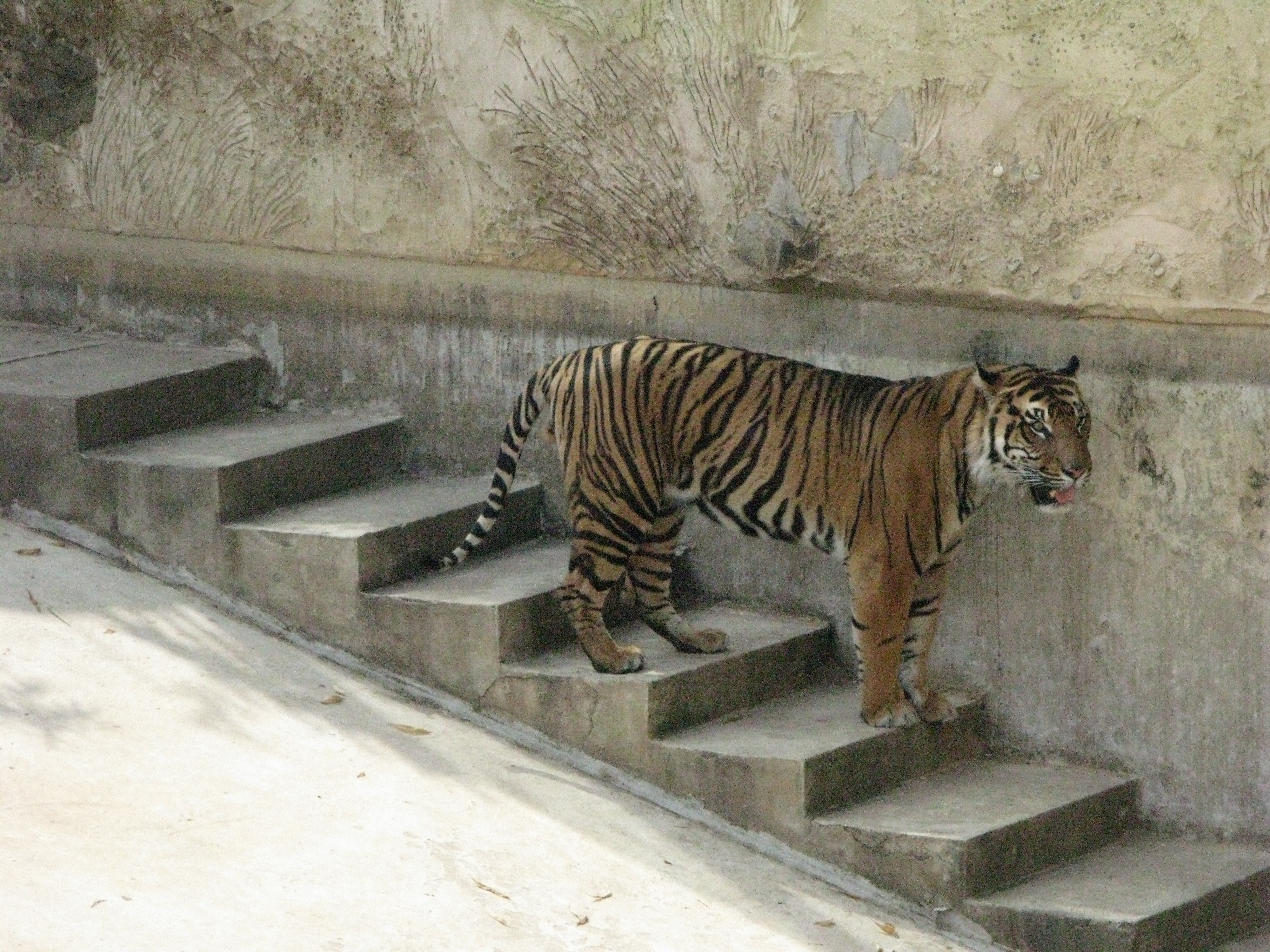
Tigru malaezian

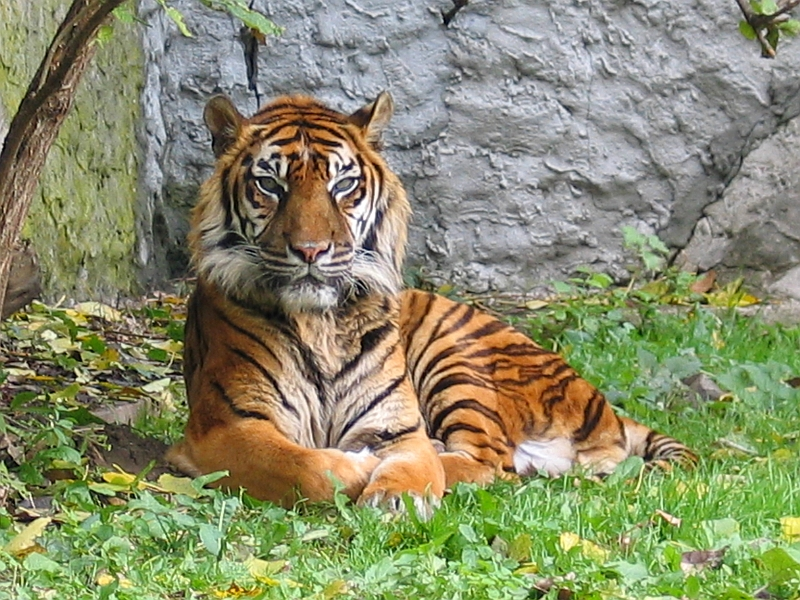
Tigru sumatrian

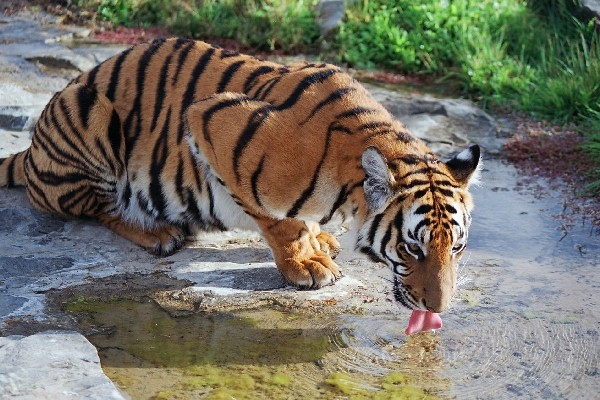
Tigru chinez de sud

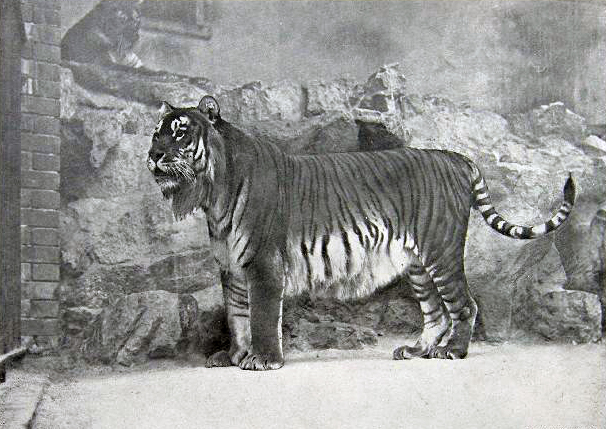
Tigru caspic. Grădina zoologică din Berlin, 1899

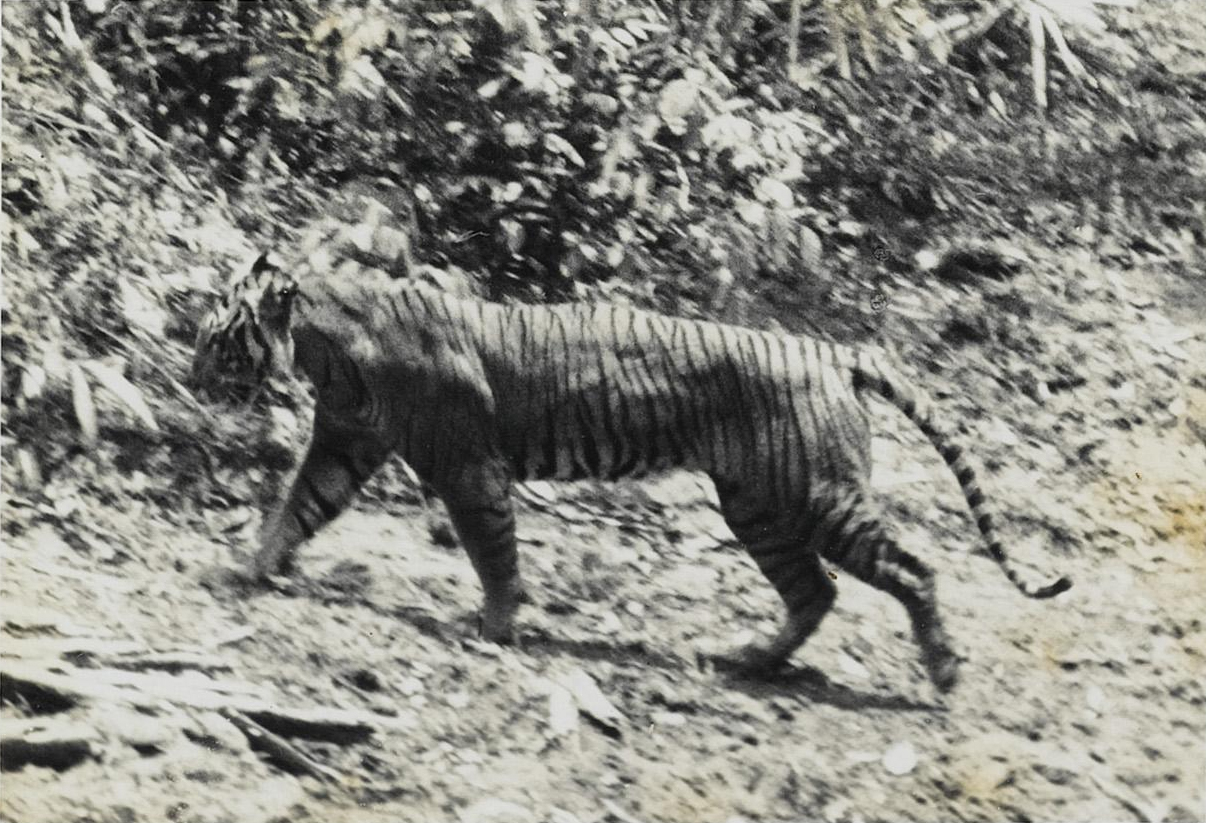
Tigru javaian, 1938

| Subspecie           | Nomenclatură binară       | Autoritate       | Prima mențiune | Nr. de indivizi |
| ------------------- | ------------------------- | ---------------- | --- | --------------- |
| Tigru siberian      | Panthera tigris altaica   | Temminck, 1844   | În 1844, zoologul olandez Coenraad Jacob Temminck descrie două cadavre de tigru: unul siberian și unul javaian.                                                                                                   | 360–520         |
| Tigru bengalez      | Panthera tigris tigris    | Pocock, 1929     | În 1758, zoologul suedez Carolus Linnaeus descrie, în Systema Naturae, un animal pe care l-a clasificat ca Felis tigris și care mai apoi avea să fie identificat ca tigrul bengalez de către Oldfield Thomas.     | cca. 1700       |
| Tigru indochinez    | Panthera tigris corbetti  | Mazák, 1968      | În 1968, biologul ceh Vratislav Mazák studiază 19 cranii și 13 piei de tigru și găsește că acestea prezintă deosebiri față de celelalte subspecii.                                                                | 600–1200        |
| Tigru malaezian     | Panthera tigris jacksoni  | Luo et al., 2004 | În 2004, s-a constatat, în baza unor analize genetico-moleculare, că tigrul malaezian reprezintă o subspecie distinctă.                                                                                           | 600–650         |
| Tigru chinez de sud | Panthera tigris amoyensis | Hilzheimer, 1905 | Tigrul chinez de sud, sumatrian și cel balinez au fost recunoscuți ca subspecii distincte la începutul secolului al XX-lea, în urma studierii cadavrelor unor indivizi capturați în regiunile respective.         | 20–30           |
| Tigru sumatrian     | Panthera tigris sumatrae  | Pocock, 1929     | vezi tigrul chinez de sud | 400–500         |
| Tigru balinez       | Panthera tigris balica    | Schwarz, 1912    | vezi tigrul chinez de sud | — (a dispărut)  |
| Tigru javaian       | Panthera tigris sondaica  | Temminck, 1844   | vezi tigrul siberian | — (a dispărut)  |
| Tigru caspic        | Panthera tigris virgata   | Illiger, 1815    | În 1815, zoologul german Johann Karl Wilhelm Illiger a studiat câteva cadavre și blănuri de tigri. În urma cercetărilor, a fost găsită o nouă subspecie de tigru, aceasta fiind a doua descoperită din cele nouă. | — (a dispărut)  |

Au fost stabilite 9 subspecii ale tigrului, dintre care 3 deja sunt dispărute din cauza factorului antropogen. Clasificarea curentă a subspeciilor nu este larg acceptată în rândul oamenilor de știință, deoarece ea a fost făcută după caracteristici comune, ca dimensiunile, lungimea blănii, arealul de viețuire ș.a., în timp ce analizele de ordin genetico-molecular sugerează că diversitatea tigrilor nu este atât de mare încât să impună repartizarea lor în atât de multe subspecii.
Tigrul siberian (Panthera tigris altaica), cunoscut și ca tigru altaic, ussurian, manciurian sau chinez de nord, populează, în general, ținuturile Primorsk și Habarovsk și, într-un număr redus, nord-estul Chinei (provinciile Heilongjiang și Jilin) și Coreea de Nord. Ultimele două recensăminte (1996 și 2005) au scos la iveală o populație de 480–520 indivizi, care trăiesc într-un areal neexplorat — aceasta fiind cea mai mare populație de tigri din lume (360, conform IUCN). Subspecia se deosebește printr-o blană relativ densă, lungă și pufoasă, cu o nuanță de roșu șters și cu dungi mai puține. De asemenea, e cea mai mare felină — dimensiunile unui tigrișor de 6 luni sunt comparabile cu ale unui leopard adult.
Tigrul bengalez sau bengalez regal (Panthera tigris tigris) — subspecia nominală a tigrului — trăiește pe teritoriul Indiei, Bangladeshului, Nepalului, Bhutanului, populează un spectru larg de biotopuri, de la păduri tropicale umede până la savane uscate și mangrove. Conform informațiilor puse la dispoziție de organele indiene de profil, numărul de exemplare este de 3.100–4.500, din care cca 3.000 populează teritoriul Indiei, însă mulți specialiști indieni se îndoiesc de veridicitatea acestor date, susținând că sunt exagerate, iar numărul tigrilor n-ar depăși 2.000. IUCN anunță cifra de 1706 tigri pentru anul 2010. Deși este cea mai numeroasă subspecie, tigrul bengalez este amenințat cu dispariția, din cauza braconajului și a distrugerii mediului de viață, factori care au și cauzat micșorarea numărului de indivizi de la 40.000 în 1947. În 1972 a fost dat startul unui proiect de proporții, supranumit „Proiectul tigrului”, al cărui scop de bază este de a conserva subspecia tigrului bengalez pe teritoriul Indiei. Datorită acestui proiect, numărul de exemplare a crescut de la 1200 în anii 1970 până la 3000 în anii 1990. Karnataka este statul indian cu cea mai mare populație de tigri, aproximativ 300 exemplare, la nivelul anului 2010.
Masculii bengalezi cântăresc între 172 și 238 kg, iar femelele — 125–147 kg. Tigrii din nordul Indiei și Nepal sunt mai mari decât cei din sudul subcontinentului indian.
Tigrul indochinez (Panthera tigris corbetti), sau tigrul lui Corbett, populează Cambodgia, sudul Chinei (provinciile Yunnan și Guangxi), Laos, Thailanda și Malaezia. Numărul de indivizi ai acestei specii variază, după diferite surse, între 1200 și 1800 exemplare.. Cele mai numeroase populații viețuiesc în Thailanda. Datorită măsurilor aspre întreprinse de către autorități, tigrii din această zonă nu au avut de suferit din cauza braconajului, în schimb sunt amenințați de fragmentarea arealului și de inbriding. În Vietnam circa trei sferturi din tigri au fost uciși pentru organele lor, folosite în medicina tradițională chineză. Blana indochinezilor este de o nuanță mai închisă. Masculii cântăresc 150–195 kg, iar femelele — 100–130 kg.
Tigrul malaezian (Panthera tigris jacksoni) poate fi întâlnit doar în regiunea de sud (malaeziană) a peninsulei Malacca. A fost definit ca subspecie distinctă în 2004 (până atunci era considerat indochinez). Conform ultimei evidențe a tigrilor malaezieni, numărul lor este de 600–800, astfel încât aceasta este a treia subspecie după numărul de exemplare.
Tigrul sumatran (Panthera tigris sumatrae) populează numai insula Sumatra din arhipelagul indonezian. Numărul indivizilor sălbatici este estimat la 400–500 exemplare, din care majoritatea viețuiesc în parcuri naționale și rezervații naturale. Cercetări recente în domeniul geneticii au descoperit în genotipul subspeciei caracteristici unice; aceasta înseamnă că, treptat, tigrul sumatrian poate evolua într-o specie aparte. Cea mai serioasă amenințare pentru el este distrugerea mediului de viață (defrișarea pădurilor are loc chiar și în teritorii ocrotite de lege). Între 1998 și 2000, 66 de tigri (20% din întreaga populație) au fost uciși de braconieri. Aceasta este subspecia cu cele mai reduse dimensiuni: greutatea unui mascul alcătuiește 100–173 kg, iar a unei femele — 81–100 kg.
Tigrul chinez de sud (Panthera tigris amoyensis) este subspecia cu cea mai proastă situație ecologică, care, probabil, nu
mai există în sălbăticie. Numărul foarte scăzut al indivizilor acestei subspecii e responsabilitatea lui Mao Zedong, care a declarat în 1959 tigrul chinez de sud drept specie dăunătoare. Legea care interzicea vânătoarea acestor tigri a venit abia în 1977, când numărul acestora era deja de cca 400, dar vânătoarea a continuat pentru că oamenii încă vedeau în tigru un animal dăunător, astfel încât numărul lor a ajuns la 20–30 în 1994. Începând cu anul 2008, autoritățile chineze întreprind măsuri operative pentru reintroducerea tigrilor chinezi de sud în mediul lor de viață și pentru creșterea varietății genetice (s-a constatat că toți cei aprox. 100 tigri chinezi de sud rămași în viață sunt înrudiți). Chinezii de sud sunt unii din cei mai mici tigri: masculii au lungimea corpului de 2,3–2,6 m, iar femelele 2,2–2,4 m.

#### Subspecii dispărute
Tigrul balinez (Panthera tigris balica) a populat insula Bali. De dispariția lui se fac vinovați vânătorii, care au ucis ultimul reprezentant al subspeciei (o femelă adultă) în partea de vest a insulei, pe 27 septembrie 1937. Tigrii balinezi nu au fost niciodată ținuți în captivitate. Cu toate că a dispărut, reprezentanții subspeciei încă mai joacă un rol important în hinduismul balinez. Este cel mai mic tigru dintre toate cele nouă subspecii.
Tigrul caspic (Panthera tigris virgata), numit și persan sau turanic, a dispărut la sfârșitul anilor '50; ultimul individ ar fi fost împușcat în anul 1959, însă după unele date specia a dispărut prin 1970 în sud-estul Turciei. Arealul istoric cuprinde Afganistanul, Mongolia, Iranul, Turcia și regiuni asiatice de sud ale Rusiei. Caspicul era un tigru destul de mare, atingând dimensiunile și greutatea bengalezului: masculul cântărea până la 240 kg. Blana era lungă, mai ales iarna. Alături de cel bengalez, tigrul caspic era unul dintre animalele care luptau cu gladiatorii în Roma antică, sau cu alte animale. Cercetări molecularo-genetice au demonstrat că această specie era practic identică cu tigrul siberian.
Tigrul javaian (Panthera tigris sondaica) viețuia pe insula indoneziană Java. Se pare că specia era deja dispărută în anii 1980, ca rezultat al vânătorii excesive și a distrugerii mediului de viață. În anii 1970 existau 4–5 indivizi în viață. Ultimele urme au fost înregistrate în 1979.

### Hibrizi
Primii hibrizi au apărut în grădinile zoologice ale căror deținători erau interesați să atragă vizitatori. Astfel de creaturi apar și azi în parcurile zoologice private chinezești. Se cunosc hibrizi între lei și tigri (mai ales subspeciile siberian și bengalez).
- Ligrul este rezultatul împerecherii leului cu tigroaica. Femelele de ligru pot da naștere altei generații, lucru neobișnuit printre hibrizi.[72] Ligrii cresc în dimensiuni pe parcursul întregii vieți, iar la bătrânețe pot atinge 3 m în lungime (fără coadă).[73] Gigantismul la acest animal este explicat de prezența genei responsabile de creștere în ADN-urile leului și a tigroaicei; la leoaică și tigru această genă lipsește.[74]
- Tigonul (tigroleul) este rezultatul împerecherii tigrului cu leoaica. El primește particularități caracteristice ambilor părinți: pete de la mamă și dungi de la tată. Coama, dacă apare, nu atinge niciodată lungimea coamei unui leu obișnuit. Tigonii sunt, de obicei, mai mici decât leii și tigrii, cântărind în jur de 150 kg. Masculii sunt sterili, în timp ce femelele nu.[75]

| Hibrizi ai leului și tigrului |          |
|                               |          |
| Un ligru și o ligroaică       | Un tigon |

## Morfologie externă

### Dimensiuni
| Tigrul siberian comparat cu un om de înalt 183 cm                     |  | Tigrul bengalez comparat cu un om înalt de 183 cm |
| Tigrul siberian și tigrul bengalez comparați cu un om înalt de 183 cm |  |                                                   |

Tigrul este cea mai mare și mai grea felină, însă subspeciile diferă puternic ca dimensiuni și greutate. Cele continentale sunt mai mari decât cele insulare. Cele mai impunătoare sunt tigrul bengalez (indian) și cel siberian (altaic). Masculii siberieni pot atinge 3,5 m în lungime, fără coadă, și până la 300 kg greutate. În mediu, masculii siberieni ating în lungime 190–220 cm fără coadă și 180–275 kg în greutate. Tigrii sunt printre cei mai impunători răpitori tereștri, cedând în fața ursului polar și celui brun.
Lungimea corpului variază la diferite subspecii între 1,4 și 3,5 m, iar lungimea cozii — între 60 și 90 cm (110–115 cm la tigrii siberieni). Înălțimea ajunge până la 1,15 m. Un mascul adult cântărește, de obicei, de la 180 la 250 kg (masculii bengali în jur de 220 kg; bengalii din nordul Indiei și Nepal — aprox. 235 kg). Femelele sunt mai mici decât masculii; la tigrii bengali și siberieni ele cântăresc 100–167 kg. Analizând toate subspeciile tigrului, găsim greutatea medie a masculilor de 180–200 kg, iar a femelelor — de 120–140 kg.

### Construcția corpului
Tigrul are un corp masiv, musculos și flexibil. Coada este lungă, lăsată un pic în jos. Capul este rotund, iar urechile mici și la fel rotunde. Pe fălci are „perciuni” (smocuri dense de păr), vizibili mai ales la tigrii siberieni. Blana este densă și scurtă la subspeciile sudice, iar la cele nordice — lungă și pufoasă. Structura labelor este adaptată pentru sărituri, amortizând căderea și conferindu-i tigrului un mers silențios. Labele anterioare sunt mai scurte decât cele posterioare și numără câte 5 degete; labele posterioare au câte 4.

### Blana
Coloritul variază de la roșcat la roșcat-brun; abdomenul, pieptul și partea ascunsă a labei sunt de culoare deschisă. La fel, nuanțe deschise are și interiorul urechii. Corpul este acoperit de dungi întunecate — de la cafenii la negre. Forma lor și distanța dintre ele variază de la o specie la alta, dar majoritatea tigrilor au peste 100 de dungi.
Așezarea dungilor este asimetrică și unică pentru fiecare individ, deci poate servi la identificarea tigrilor. Funcția de bază a dungilor este de a camufla corpul în timpul vânătorii. Caracteristicile dungilor (lungimea, culoarea etc.) variază în funcție de regiunea geografică, ceea ce permite divizarea speciei în subspecii. „Schema” dungilor poate fi observată și pe piele. Mai mult, după ce blana este tunsă până la piele părul crește înapoi formând dungi în aceleași locuri în care ele erau înainte.

#### Variații ale coloritului
Tigrii albi suferă de o mutație foarte rar întâlnită în sălbăticie, dar destul de obișnuită la exemplarele în captivitate. În natură se naște un singur tigru alb la 10.000 tigri obișnuiți. Prima capturare a unui tigru alb a avut loc în 1915, când un vânător a răpit un tigrișor din vizuina lui. La maturitate a fost încrucișat cu o tigroaică obișnuită, dar toți cei 4 pui născuți aveau blana de culoare ordinară. Mai târziu, un tigru alb a fost încrucișat cu una din fiicele sale albe, care a dat naștere la 3 tigrișori, dintre care 2 albi. Toți tigrii albi ținuți în captivitate sunt descendenții unui singur animal. În prezent, în parcuri zoologice viețuiesc 130 astfel de tigri. Ei au nasul roz și ochii albaștri. Teoria că tigrii albi suferă de albinism este eronată, deoarece această maladie presupune o blană complet albă. Tigrii albi complet sunt supranumiți „tigri de zăpadă”.

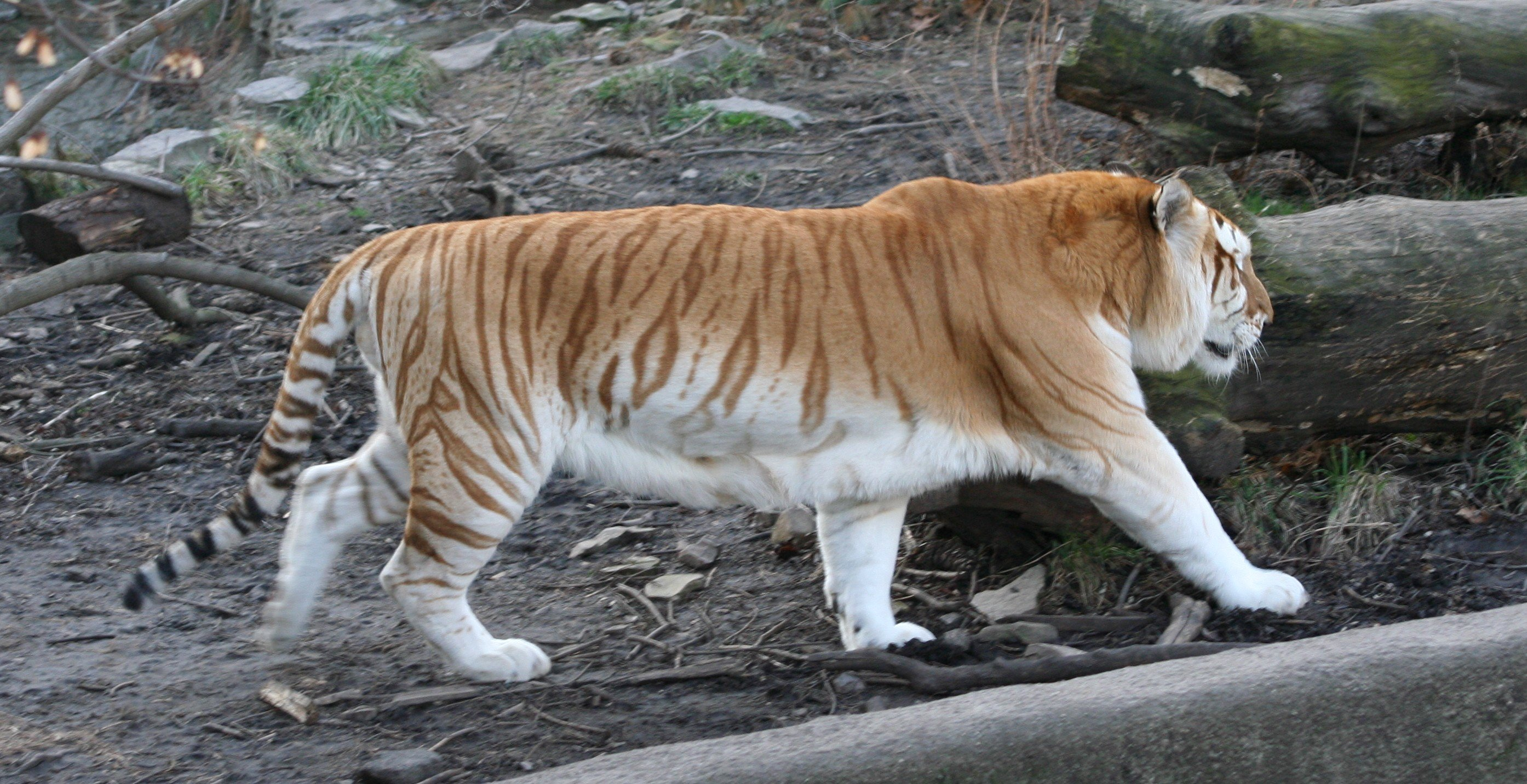
Tigru auriu în parcul zoologic din Buffalo

Așa-zisul tigru auriu este întâlnit mai rar decât cel alb. Schimbarea culorii blănii este provocată de o genă recesivă. Prima dovadă despre existența unor astfel de tigri datează de la începutul secolului al XX-lea. Inițial, se credea că acest tip de colorit a apărut la un grup restrâns de tigri care populau regiuni cu soluri argiloase, iar culoarea neobișnuită le-ar servi drept camuflaj adăugător. Teoria rămâne nedemonstrată. Imbridingul unui grup izolat ar putea provoca apariția unui asemenea colorit dacă un tigru cu gena recesivă s-ar împerechea cu unul din proprii descendenți, așa cum se întâmplă în captivitate. În prezent sunt ținute în captivitate în jur de 30 de exemplare. La fel ca tigrii albi, cei aurii au rădăcini bengale, dar materialul genetic le-a fost poluat de gene ale tigrului alb siberian numit Tony, strămoșul tigrilor albi din majoritatea grădinilor zoologice ale Americii de Nord. Presupunerea că tigrii aurii sunt rezultatul împerecherii tigrilor bengali cu cei siberieni este eronată.
Au fost înregistrate și cazuri de melanism printre tigrii bengali, adică indivizi de culoare închisă sau absolut neagră. La fel, există mărturii despre existența unor tigri cu blană albăstruie-cenușie (așa-zisul tigru maltez). Aceste variații sunt provocate de mutații instabile.

## Anatomie internă

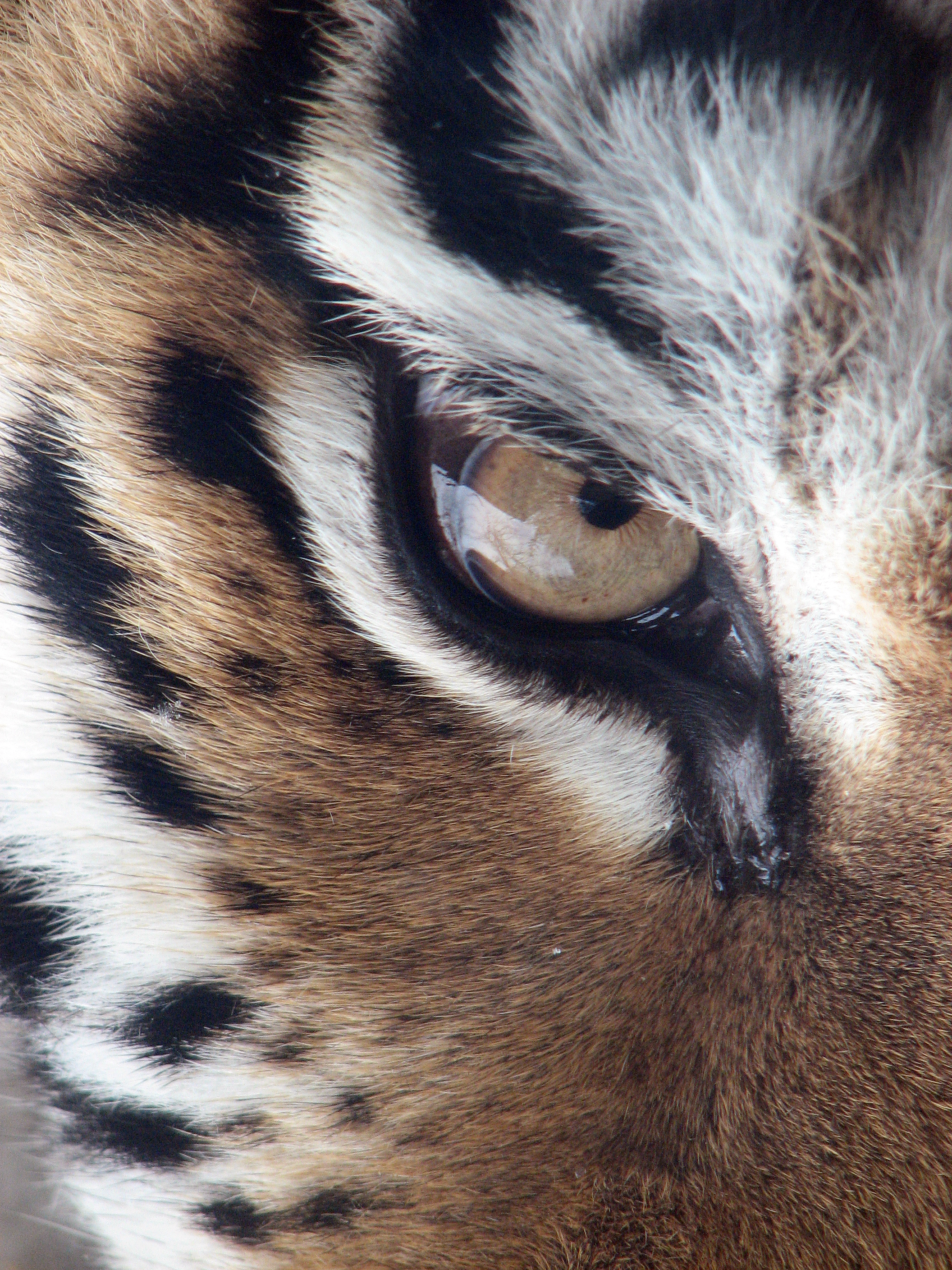
Ochiul tigrului siberian

Un tigru adult are 30 de dinți, ca și majoritatea celorlalte feline. Ambele maxilare au câte 6 perechi de incisivi și 2 de colți, maxilarul superior are 3 perechi de premolari și una de molari, iar cel inferior 2 perechi de premolari și una de molari. Raportul general dintre dinții superiori și cei inferiori este {\displaystyle i{3 \over 3}c{1 \over 1}pm{3 \over 2}m{1 \over 1}{=}30}
Colții sunt destul de dezvoltați; lungimea lor poate atinge 8 cm. Incisivii servesc la separarea cărnii de os. Premolarii și molarii „foarfecă” și mestecă hrana. Limba lungă și flexibilă este dotată pe margini cu papile minuscule destinate separării cărnii de os și dezinfectării hranei. Aceasta are și funcția de igienă a blănii.
Sistemul cardiac al tigrului se aseamănă mult cu cel al carnivorelor domestice, cum ar fi câinele sau pisica, dar nu este identic. Întrucât inima tigrului nu a fost supusă unor studii aprofundate, greutatea ei este estimată ca variind între 500 g și 1500 g. Inima unui tigru de 18 ani cercetat în timpul necropsiei cântărea 940 g, măsura 15 cm în lungime și 13 cm în lățime, iar aorta măsura 6 cm în diametru, pe lângă cei 6 mm grosime a pereților ei.
Vederea diurnă a tigrului este apropiată de cea a omului, diferită fiind acuitatea, mai scăzută la tigri. Vederea nocturnă este de șase ori mai bună decât cea a omului. Laringele este situat mai adânc decât la majoritatea mamiferelor și este legat printr-o conexiune sinovială de osul hioid. Structura coardelor vocale și a laringelui îi permit tigrului să scoată sunete tipice felinelor, cum ar fi răgetul sau mârâitul. El poate emite și recepta infrasunete.
Tigrii pot cădea victimă infecțiilor intestinale, care în 63% din cazuri sunt provocate de viermele cilindric Toxascais lenonina.

## Răspândire
Tigrul este o specie asiatică. Arealul său istoric (în prezent fragmentat în populații separate, în unele cazuri foarte îndepărtate unele de altele) se întinde pe teritoriul Extremului Orient rusesc, Iranului, Afganistanului, Chinei, Indiei și a țărilor Asiei de sud-est, inclusiv insulele Sonde.
Arealul de viețuire se pare că s-a format în nordul Chinei acum cel puțin 2 milioane de ani în urmă, la începutul pleistocenului. Acum cca. 10 mii de ani tigrii au trecut Himalaya, populând, într-un sfârșit, tot teritoriul Indiei, peninsula Malacca, insulele Sumatra, Java și Bali. Peste câteva secole, arealul tigrilor a căpătat următoarele limite: 50° lat. N (Kazahstan), 50° long. E (nordul Iranului), 140° long. E (estuarul Amurului), 8° lat. S (insulele Sonde). Până în prezent, pe o mare parte a acestui teritoriu tigrii au fost exterminați; cele mai mari populații rămase viețuiesc în India și Indochina. Numai în perioada anilor 1995–2005 arealul tigrului s-a micșorat cu 40%, astfel încât în prezent el nu populează decât 7% din arealul inițial.
Tigrii populează regiuni cu landșafturi foarte diferite: păduri tropicale umede, mangrove, desișuri de bambus, savane, semideșerturi, regiuni stâncoase sterpe și taiga. Nu populează zone muntoase cu altitudinea de peste 3.000 m, cu excepția munților din Bhutan, unde, la altitudinea de 4.000 m, conviețuiesc cu leoparzii zăpezilor.

## Comportament

### Comportament individual
Tigrul duce un mod de viață în mare parte nocturn; activitatea diurnă este caracteristică speciilor nordice. Merge cu pas mare și nu se cațără în copaci (excepție fac tigrișorii și indivizii adolescenți). Reprezentanții subspeciilor sudice înoată foarte bine (parcurg fără probleme 6–8 km) și, pe vreme secetoasă, fac baie regulat. Năpârlesc de două ori pe an — în martie și în septembrie.
În urma unor studierii activității cotidiene a patru tigri siberieni (un mascul și trei femele) ținuți în captivitate în grădina zoologică din Harbin, au fost determinate unele particularități ale comportamentului individual al tigrilor. S-a constatat că tigrii petrec în jur de 50–60% din timp dormind, 17–27% odihnindu-se, 22–27% colindându-și teritoriul și mai puțin de 10% pentru alte activități, ca alimentarea, urinarea, jocul etc. Masculii tind să dedice mai mult timp mișcării și mai puțin pentru odihnă. Tigrii tineri (cu vârsta cuprinsă între 3 luni și 3 ani) dorm doar 3–4 ore pe zi și dedică jocului aproximativ 15% din timp. Orele de somn se încadrează între 10:00–15:00 și 20:00–7:00. Poziția în somn variază: uneori tigrii preferă să doarmă pe toate cele patru labe strânse sub abdomen, alteori pe o parte, cu labele întinse lateral, alteori pe spate cu labele în sus.
În sălbăticie, tigrul siberian este cel mai activ între orele 16:00–23:00; în particular la răsăritul soarelui și la asfințit.

### Comportament social
Tigrii adulți sunt animale teritoriale, solitare și își protejează insistent teritoriul. Mărimea teritoriului depinde de relief, abundența prăzii și, în cazul masculilor, de prezența femelelor. În zonele cu pradă în abundență, teritoriul unei femele măsoară în 10–20 km², în timp ce masculul stăpânește teritorii de 30–70 km². În Rusia, unde abundența prăzii este cu mult mai scăzută, femelele au teritorii de 200–400 km², iar masculii 800–1000 km². Pe teritoriul unui tigru se pot afla și teritoriile unor tigroaice, de obicei două sau patru. Tigrii nu-și părăsesc teritoriul până la moarte, iar rutele lor de deplasare rămân aceleași. Masculii fac în medie 9,6 km pe zi, maxim 41 km. La femele acești indicatori sunt, respectiv, 7 km și 22 km. Tigrii își improvizează culcușuri în peșteri, scorburile copacilor și desișuri.
Inspectându-și teritoriul, tigrii și-l marchează regulat (o dată la câteva zile sau săptămâni) prin diferite metode. Urina cu miros specific este unul din mijloacele cele mai răspândite de marcaj. Ei urinează îndeosebi pe suprafețe verticale: cioturi de copaci, stânci, tufe izolate etc. Înainte de a marca obiectul, tigrul îl miroase pentru ca să se convingă că nu e deja „rezervat”. Apoi ridică coada aproape vertical, se întoarce cu spatele la obiect și îl marchează. Astfel de marcaje se află, de regulă, la înălțimea de 60–125 cm de la sol. De asemenea, tigrii răscolesc uneori zăpada sau pământul. Mai rar zgârie tulpinile copacilor.
Cu toate că tigroaicele sunt agresive unele față de altele, teritoriile lor pot coincide parțial, caz în care ele conviețuiesc fără conflicte. Masculii agreează prezența femelelor pe teritoriul lor, dar nu pot permite ca alți masculi să conviețuiască pe același teritoriu, nici măcar să fie în trecere. Din cauza agresivității legate de comportamentul teritorial al tigrilor, conflictele dintre ei pot provoca răni grave, uneori cu consecințe letale. Totuși, majoritatea scenelor agresive se sfârșesc cu poze și sunete amenințătoare. Masculii se împrietenesc repede cu femelele și sunt gata chiar să împartă cu ele hrana.

### Alimentație

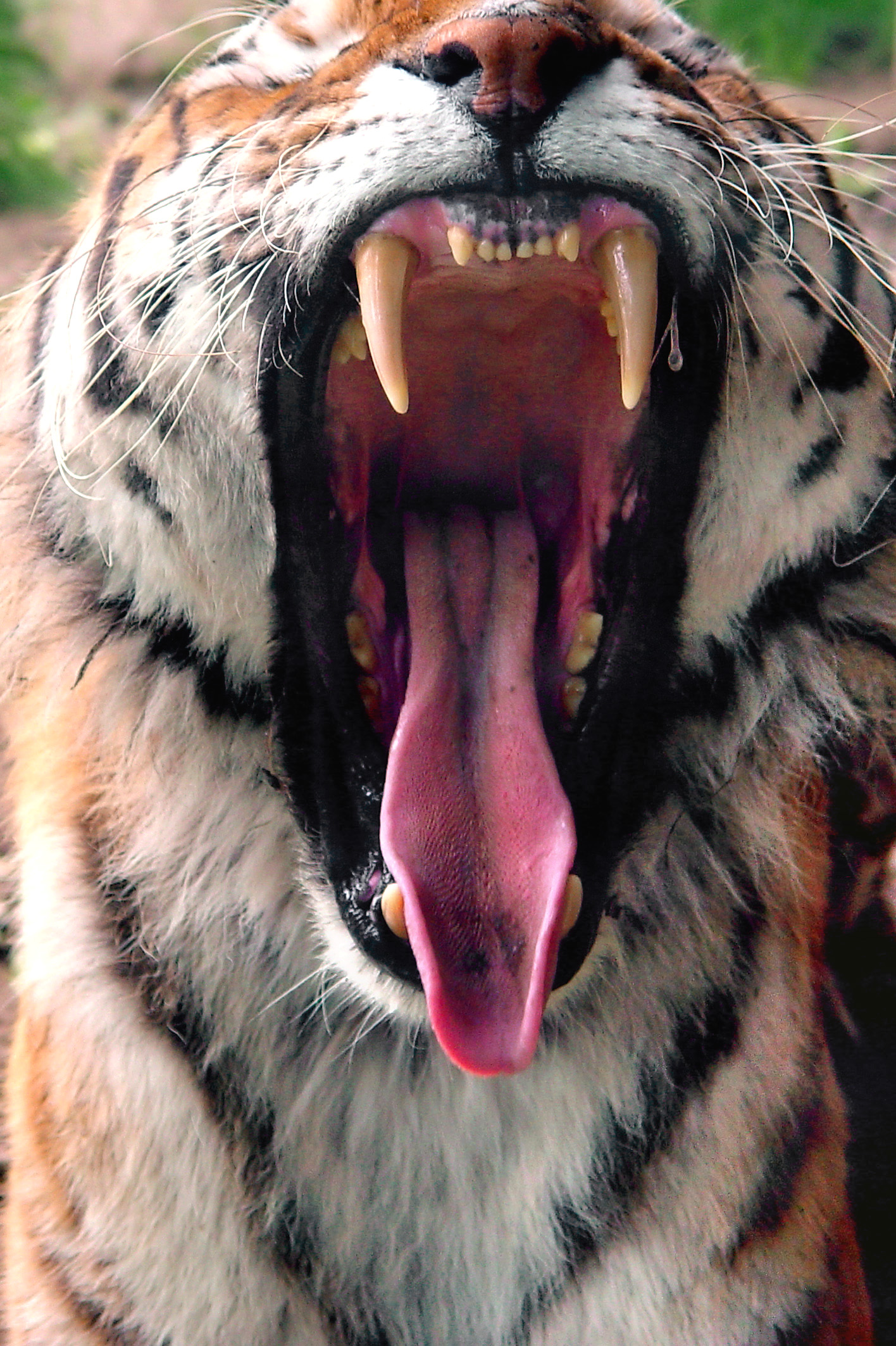
Gura unui tigru siberian

În sălbăticie tigrii se alimentează îndeosebi cu copitate. Tigrul bengalez preferă cerbii, sambarii, căprioarele axis, porcii sălbatici și nilgaii. Tigrul siberian vânează și el cerbi, mistreți, dar și cerbi sika, căprioare, moști; tigrul sumatrian — sambari, mistreți și tapiri malaezieni. Tigrii încearcă să doboare și prăzi mai mari, ca bivolul indian, gaurul, elanul. Din când în când, ei vânează animale mai „exotice” pentru ei — maimuțe, fazani, iepuri și chiar pește. Rația unui tigru adult este de 50–70 copitate pe an.
Tigrii pot ucide și alte răpitoare: lupi, leoparzi, șerpi boa și chiar crocodili. Tigrii siberieni și urșii bruni reprezintă un pericol serios unii pentru alții; primii răpesc urșii mici și chiar atacă urși adulți. Urșii bruni și cei tibetani alcătuiesc 58% din rația alimentară a tigrului siberian (îi omoară mai ales masculii). Urșii soare, agresivi din fire, alungă uneori tigrii de lângă prada capturată, însă cel mai des se întâmplă invers.
Elefanții indieni sunt o pradă imposibilă pentru tigri, de aceea aceștia îi evită pe cât posibil, deși câteodată le atacă puii. A fost înregistrat un caz în care un tigru a ucis o femelă adultă de rinocer indian. Uneori tigrii atacă animale domestice (câini, vite, cai, măgari). Obișnuiesc să mănânce nuci, iarbă, fructe, dar numai în sezonul cald.
Pe teritoriul întregului său areal, tigrul se află în vârful piramidei trofice și aproape că nu are concurență. Uneori pot avea probleme cu anumite specii de câini (ca de exemplu câinele roșu indian) care, atacând în haită, pot ucide un tigru adult.
La o masă tigrul consumă până la 40–50 kg de carne. Tigrul poate rămâne lângă cadavrul unui cerb sau mistreț câteva zile, pentru a-l termina de mâncat. Foametea o suportă ușor datorită stratului de grăsime de sub piele, a cărui grosime poate atinge 5 cm la tigrul siberian.

### Vânătoarea

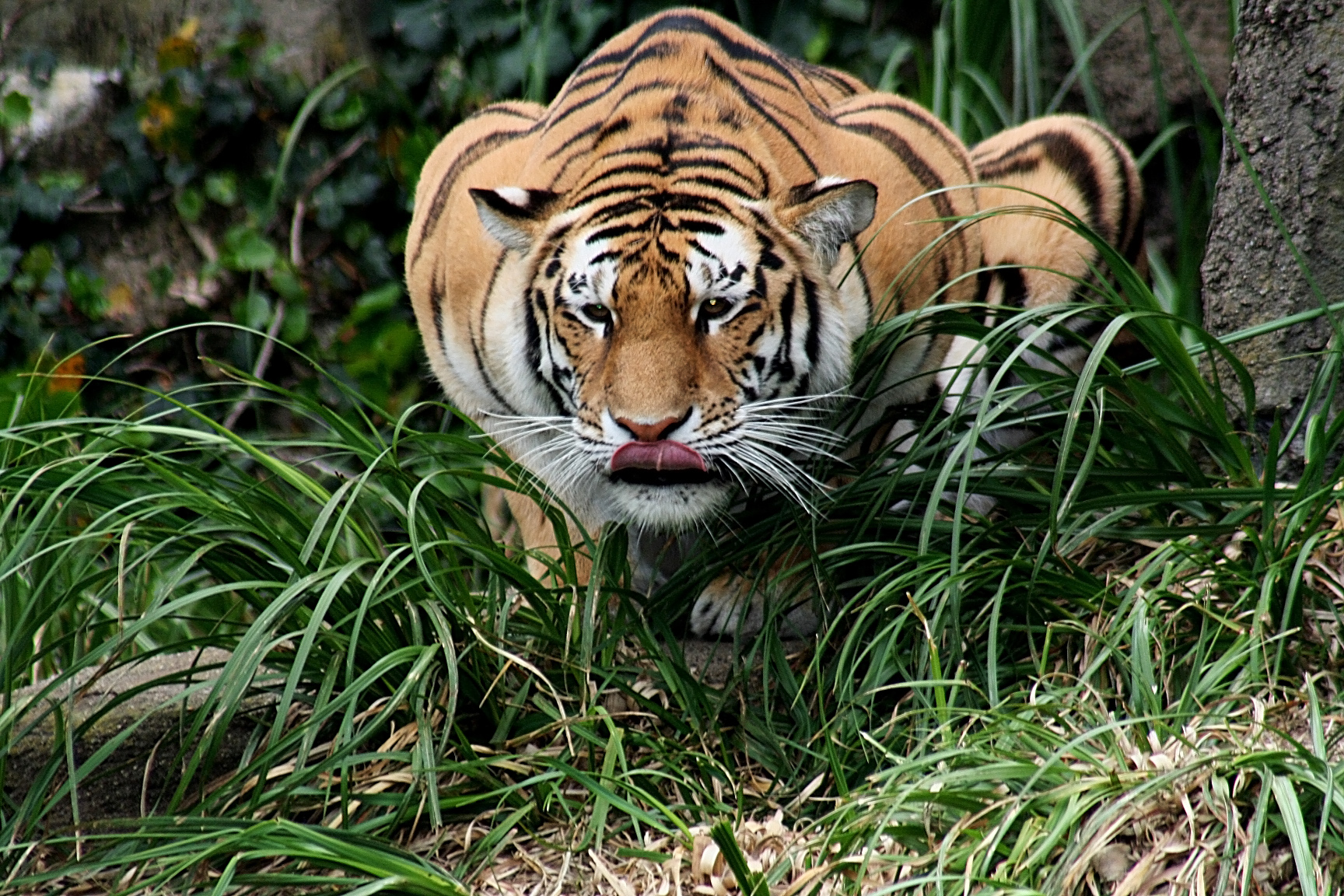
Un tigru își pândește victima

Tigrii vânează singuri, ghidându-se de simțul văzului și al auzului și mai puțin pe miros. Utilizează două tehnici de vânătoare: furișarea către pradă și statul la pândă. Prima o folosesc mai mult iarna, iar a doua — vara. De obicei urmăresc prada sau o așteaptă pe cărări sau la adăpătoare. Urmărindu-și prada, au grijă să nu stea în calea vântului. Se deplasează atent, cu pași mici, uneori de-a bușilea. Ajungând la o distanță suficient de mică, ei se reped la victimă și o prind din urmă executând sărituri foarte lungi.
Dacă dă greș, tigrul își urmărește prada nu mai mult de 100–150 m. Deși e un animal masiv, poate dezvolta 60 km/h pe aproape orice suprafață.
Pe copitatele mari le apucă de gât, după care le asfixiază sau le rupe gâtul, lăsându-le să sângereze din carotidă și/sau venele jugulare. Îi ajută foarte mult colții lungi de 8 cm. Pentru animalele mici tigrii depun mai puțin efort. Pe ele le ucid fracturându-le coloana vertebrală sau una din extremități.
În timpul vânătorii, tigrul poate sări până la 5 m în înălțime și până la 9–10 m în lungime.
Prada și-o duce în dinți sau în spate. Poate alerga cu 100 kg pe spate, iar cu 50 kg în dinți poate sări până la 2 metri înălțime. Prada mai mare o târăște pe pământ; uneori aceasta poate fi de 6-7 ori mai grea decât însuși tigrul.
Un tigru poate ucide un om cu o singură lovitură de labă.
Tigrii nu au din instinct abilitatea de a vâna, ci și-o formează luând lecții de la mama lor. Tigrii captivi nu pot vâna și chiar manifestă frică față de animalele pe care semenii lor le vânează în sălbăticie.

### Reproducere
Masculii sunt poligami, iar femelele poliandre. Împerecherea poate avea loc oricând, dar este mai frecventă în lunile noiembrie–aprilie (decembrie–ianuarie la speciile nordice). Pentru a evita împerecherea între rude, femela preferă să se împerecheze cu masculi din regiuni relativ îndepărtate. În regiunile slab populate, o femelă este urmărită de un singur mascul. Dacă masculii sunt mai mulți, între aceștia uneori apar conflicte pentru dreptul de a se împerechea cu o femelă. Competiția însă nu este una acerbă, deoarece femela permite mai multor masculi să se împerecheze cu ea (prin aceasta asigurând generației viitoare o puternică varietate genetică) Atunci când un mascul simte, după marcajele femelei, că aceasta e în călduri, el începe să se comporte diferit (comportamentul Flehmen), schimbându-și grimasa feței. Pentru a-și „rezerva” partenera, masculul îi marchează teritoriul cu urina sa, deși aceste „rezervări” sunt ignorate de alți masculi, care își fac propriile marcaje în același loc.
Tigroaica este capabilă de fecundare numai câteva zile pe an, timp în care împerecherea are loc de mai multe ori pe zi, însoțită de sunete puternice. Majoritatea femelelor nasc pentru prima oară la vârsta de 3–4 ani, iar perioada dintre două nașteri este de 2–2,5 ani, în unele cazuri 3–4 ani. Gestația durează 97–112 zile, în medie 103 zile.

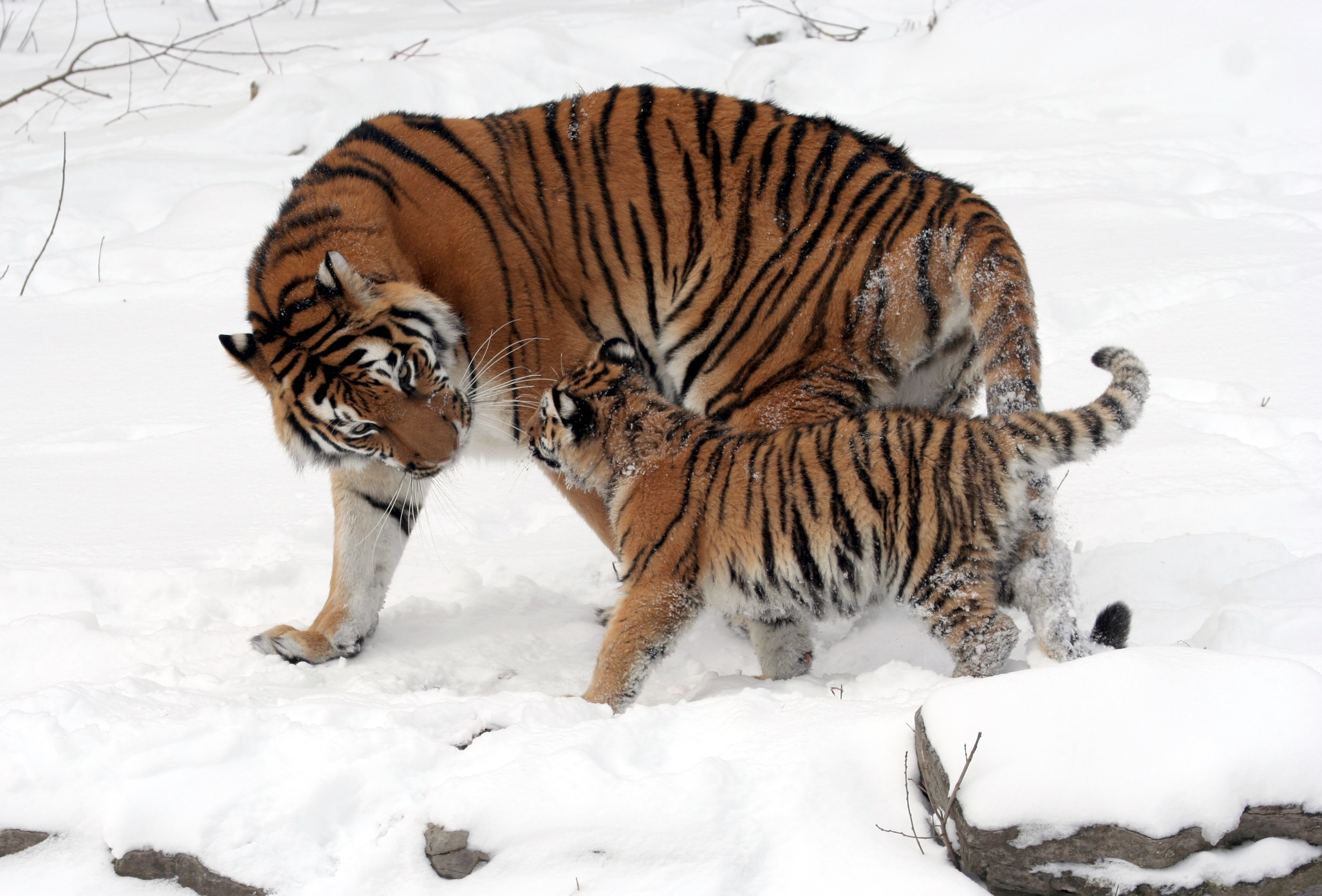
O tigroaică cu puiul său

Tigroaica își aranjează culcușul în locuri greu accesibile: în peșteri, între pietre, în desișurile de trestii. Poate folosi una și aceeași ascunzătoare mai mulți ani la rând.
Tigrișorii se nasc în martie–aprilie, câte doi–trei, mai rar unul singur și încă mai rar câte cinci–șase. Dacă toți puii se nasc morți, femela este capabilă să nască alți tigrișori peste 5 luni. În primele zile puii sunt absolut neajutorați, au greutatea de 1,3–1,5 kg, și încep să vadă în jurul celei de-a șaptea zi. Primele 6 săptămâni se hrănesc doar cu laptele mamei. Aceasta nu-i permite tatălui să se apropie, de frică că acesta nu-i va recunoaște și-i va mânca. La 8 săptămâni tigrișorii sunt capabili să iasă din culcuș și să-și urmărească mama. Devin independenți la 18 luni, dar rămân cu mama până la vârsta de 2–3 ani, uneori până la 5 ani.
O dată deveniți independenți, femelele rămân aproape de teritoriul mamei, în timp ce masculii străbat distanțe lungi în căutarea unui teritoriu; dacă sunt puțini tigri în regiune, ei ocupă un teritoriu liber, iar dacă nu, sunt nevoiți să cucerească teritoriul altor masculi. Femelele ating maturitatea sexuală la 3–4 ani, iar masculii la 4–5 ani. O femelă poate aduce pe lume 10–20 tigrișori pe tot parcursul vieții, din care circa jumătate mor de mici. Tigrul trăiește până la 26 de ani.

## Aspecte ecologice

### Statutul populațiilor
În legătură cu urmărirea permanentă a tigrului de către om și cu schimbarea mediului de trai, numărul de indivizi al speciei tigru scade încontinuu, iar arealul se micșorează. Se presupune că populația de tigri a scăzut față de secolul trecut cu 95%. Numărul de tigri chinezi de sud este de cel mult 30, iar cel de tigri siberieni — de circa 450 indivizi. Au dispărut complet trei subspecii: cele de pe insulele Bali și Java și tigrul caspic. În anul 2008, numărul total de tigri aflați în sălbăticie era estimat la 3.500, iar în 2010 — cel mult 3.200. Cea mai mare populație de tigri o are India: 1.400 de indivizi.

### Măsuri de conservare

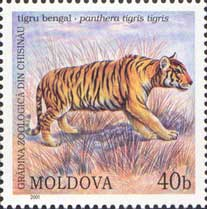
Marcă poștală cu imaginea unui tigru. Republica Moldova, 2000.

Specia tigrului a fost introdus în Lista Roșie a IUCN, Anexa 1 a CITES. Din 1947 vânătoarea de tigri a fost interzisă complet. În 1955 a fost interzisă, mai apoi strict interzisă capturarea tigrișorilor.
Factorii principal care duce la micșorarea efectivului de tigri sunt activitățile omului de distrugere a habitatului natural (agricultura, defrișarea pădurilor, dezvoltarea rețelelor de transport) și vânătoarea: tigrul este vânat atât ca trofeu (de obicei, pentru blana prețioasă), cât și pentru scopuri medicinale (mai multe organe interne și părți ale corpului tigrului sunt utilizate în medicina tradițională estică). Vânarea excesivă a animalelor cu care se hrănește tigrul cauzează și ea, indirect, reducerea numărului de tigri.
Pentru conservarea speciei se întreprind și alte măsuri în afara înființării rezervațiilor naturale. De exemplu, la festivalul Kalachakra din 2006, Dalai-Lama al XIV-lea a ținut un discurs prin care a chemat la stoparea comerțului cu tigri. Discursul a fost atât de pătrunzător, încât oamenii din auditoriu, întorși acasă, au nimicit și aruncat toate pieile de tigru și leopard precum și obiectele la care acestea erau folosite.
O sută de ani în urmă numărul tigrilor din toată lumea era de 100.000 de indivizi; acum numărul a scăzut până la 2500 de indivizi adulți capabili de reproducere. Probabilitatea ca tigrul să dispară ca specie în viitorul apropiat este nulă, datorită numărului mare de indivizi ținuți în captivitate. Eforturile de conservare a speciei nu sunt zadarnice, drept exemplu servind revenirea spectaculoasă a speciei tigrului siberian care, de la numărul de 20–30 de indivizi în 1948, a ajuns la cca. 400 în prezent. De remarcat că anul 2016 a fost primul an în care populația tigrilor a crescut — de la 3.200 indivizi în 2015 până la 3.890 — după secol de scădere constantă.

### Cercetări
Printre cele mai populare metode de cercetare a activității tigrului și a modului său de viață se numără:
- înregistrarea urmelor — cea mai răspândită metodă. Constă în cercetarea, în timpul zăpezilor, a amplasării urmelor întru stabilirea numărului de indivizi și a dinamicii populației într-o anumită arie, clasificarea acestora după vârstă și sex, capacitatea reproductivă a populației. Identificarea indivizilor are loc prin studierea particularităților pernuțelor de pe labele lor.
- tracking — urmărirea indivizilor cu ajutorul unor zgărzi speciale dotate cu emițător. Se deosebesc metode de tracking prin unde radio (ieftine, ușor de exploatat, dar capricioase la intemperiile naturale și capabile să emită doar pe distanțe de până la 10 km pe pământ și 40 km prin eter), prin satelit (consumă multă energie și au o rată de eroare până la sute de metri) și prin GPS (exactitate de aprox. 3 m, dar consumă foarte multă energie[145] și necesită efort de procesare a informațiilor emise).[146]
- capcane foto — constau din aparate de fotografiat cu senzor de mișcare infraroșu, care sunt activate la orice mișcare din unghiul lor de vedere. Ideea a apărut în anul 1995 și este aplicată pentru a estima mărimea, densitatea și comportamentul animalelor cu un mod de viață ascuns.[147]

## Interacțiunea cu omul

### Vânătoarea de tigri

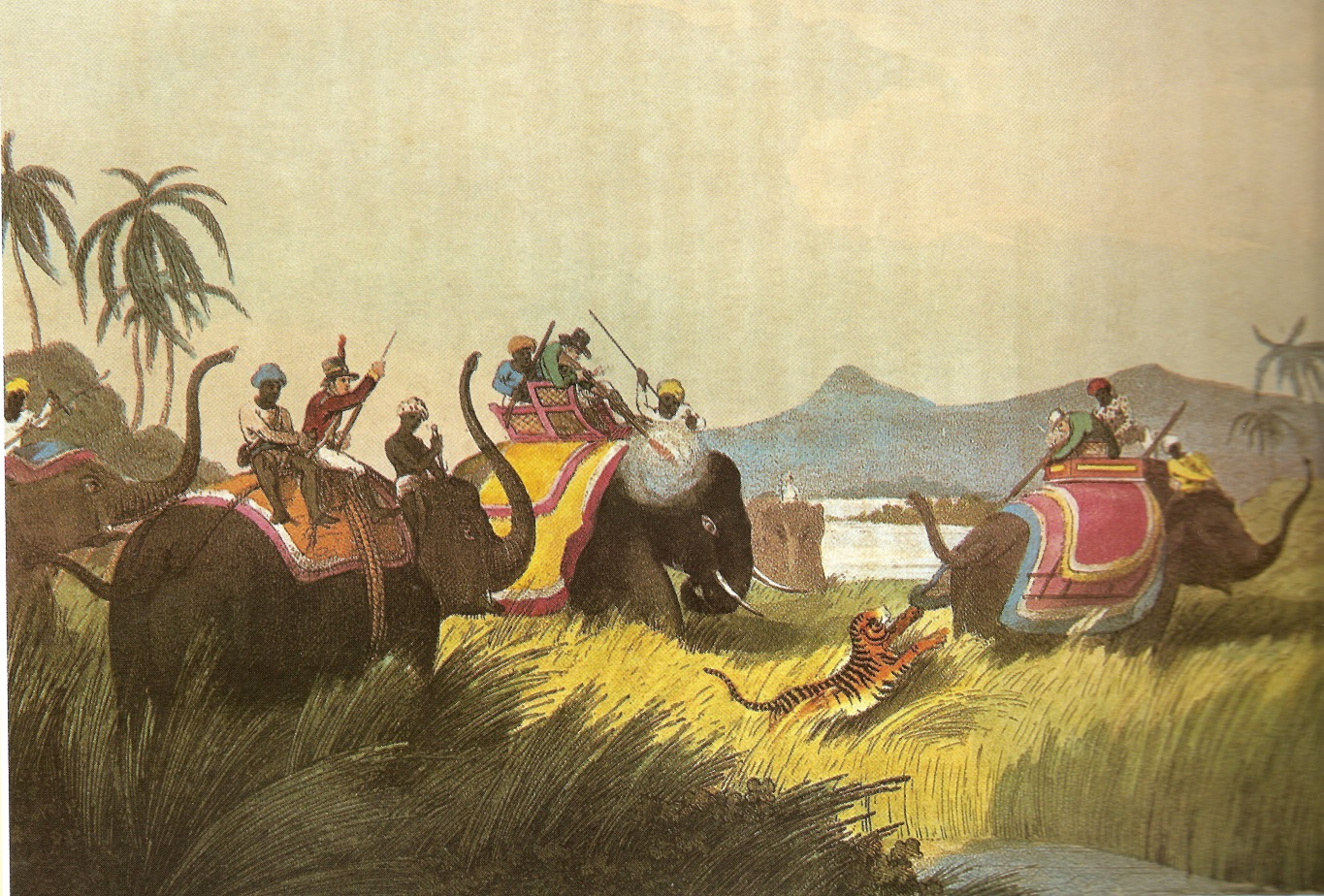
Vânătoare de tigri în India secolului al XIX-lea

Vânătoarea de tigri este o activitate care are loc din timpuri străvechi și continuă și astăzi, mai mult pentru capturarea animalelor ca trofeu vânătoresc.
O legendă spune că Alexandru Macedon, după cucerirea Asiei Mijlocii și construirea pe malul Sîrdariei a Îndepărtatei Alexandrii (actualmente Khujand), colinda regiunile slab populate de la nord de Sîrdaria și în împrejurimile actualului Tașkent vânând tigri caspici cu sulița.
În Coreea antică, vânătoarea de tigri o practicau numai vânători „specializați”, iar însuși procesul era într-o măsură ritualizat: era interzis să fie numit tigrul pe nume, iar în timpul vânătorii erau interzise orice gen de discuții. Vestimentația vânătorilor se deosebea de cea a restului populației; aceștia purtau o vestă de in albastră și un turban de bumbac, la fel albastru, decorat cu mărgele multicolore, și o salbă din boabe. Meniul vânătorilor includea în mod obligator carne de tigru. Vânătorii se bucurau de o poziție privilegiată în societatea coreeană, fiind scutiți chiar și de biruri.
Vânătoarea de tigri a luat amploare în secolul al XIX-lea–începutul secolul al XX-lea din cauza coloniștilor englezi în India, care o practicau ca activitate recreativă.. Ei se deplasau fie pe jos, fie pe gauri sau elefanți. Prădătorii erau adeseori ademeniți cu prăzi ușoare, de genul caprelor, alteori speriați cu ajutorul tobelor de către slujitorii aborigeni. Cadavrele erau de obicei împăiate și instalate în casele aristocraților ca decorații.
În prezent, vânarea tigrilor este interzisă în toată lumea, deși, în ciuda eforturilor depuse de organizațiile ecologiste, braconajul este încă un fenomen răspândit.

### Ținerea în captivitate
Conform informațiilor puse la dispoziție de Asociația parcurilor zoologice și acvariumurilor din toată lumea, în SUA sunt ținuți în captivitate, în calitate de animal domestic, 12.000 de tigri. În 19 state ale SUA, întreținerea tigrilor în condiții domestice este interzisă, în 15 este permisă cu condiția posedării unei licențe speciale, iar în 16 state nu este reglementată legal. Datorită creșterii numărului de tigri domesticiți, aceștia sunt vânduți la un preț tot mai mic.

### Medicina tradițională orientală
În cadrul medicinei tradiționale orientale se crede că unele organe și părți ale corpului tigrilor, mai ales penisul, au efect terapeutic, astfel încât acestea sunt folosite în diferite scopuri medicinale, de exemplu ca analgezice sau ca afrodiziace. Nu există însă dovezi științifice ale efectelor terapeutice ale preparatelor din organe de tigru. Conducerea Chinei interzice prin lege folosirea tigrilor în medicina tradițională, iar braconierii riscă să fie supuși pedepsei capitale. În anul 2007, la cea de-a 14-a conferință a CITES, a fost luată hotărârea de a interzice creșterea tigrilor în captivitate cu scopul de a le exploata organele.

### Cazuri de omucid

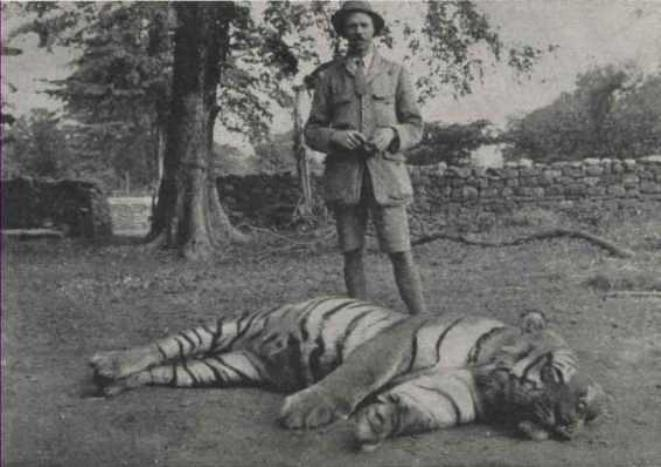
Jim Corbett și un tigru antropofag împușcat de el

Ca și în cazul leilor, printre tigri se numără unii indivizi antropofagi; de obicei aceștia sunt bătrâni sau bolnavi, care nu sunt în stare să vâneze copitate.
Povestirile lui Jim Corbett, celebru vânător de tigri, arată cât de sângeroase pot fi ciocnirile omului cu tigrul. Probabil cel mai cunoscut caz documentat a avut loc în districtul Nainital, India, între 15 decembrie 1925 și 21 martie 1930, timp în care o tigroaică a ucis 64 de oameni.
Problema tigrilor antropofagi este actuală și în prezent în statul Uttar Pradesh din India și regiunea Sundarbans din Bangladesh. În mangrovele Sundarbans-ului foarte mulți oameni sunt uciși de tigri, fiind chiar uneori atacați de indivizi perfect sănătoși. Zoologii indieni au stabilit că fiecare al patrulea tigru din această zonă e predispus spre antropofagie, deși atacurile lor nu sunt întotdeauna intenționate.
În cadrul grădinilor zoologice care expun tigri au loc frecvente incidente care implică aceste animale, ades cauzate de neglijența omului. De exemplu, în februarie 2007 un tigru de la o grădină zoologică din China a sfâșiat capul unei fetițe de 6 ani, iar în februarie 2009, la Grădina zoologică din San Francisco, o tigroaică siberiană a reușit să sară gardul teritoriului său și să mutileze corpurile a doi tineri, provocând îngrijitorii să intervină și să o ucidă.
Cea mai bună protecție împotriva unui atac neprevăzut (firește, în afară de folosirea unei arme) este îmbrăcarea unei măști care să ascundă fața și să aibă desenată pe ceafă o față falsă, întrucât tigrii își atacă prada practic numai din spate. O atare metodă poate provoca tigrului confuzie și salva viața omului pus la încercare.

## Rolul în cultură

### Mitologie și simbolism
Tigrul este unul din personajele principale în miturile popoarelor asiatice. Este adeseori caracterizat ca fiind regele animalelor, conducătorul tuturor viețuitoarelor terestre și simbolul puterii și a monarhiei. Indienii îl asociază cu vitejia războinicilor, astfel încât tigrul este emblemă a războiului în India. Unele zeități asiatice, de exemplu indușii Durga și Ayyappan, călătoresc călare pe tigri, demonstrându-și astfel superioritatea. În Asia de sud-est și Coreea tigrul era considerat zeul munților și a peșterilor, protectorul dinastiei regale și intermediar între Pământ și Cer. Coreenii considerau protectoare obiectele casnice ornate cu desene, țesături și gravuri care reprezintă tigrul. Mascota Jocurilor Olimpice din 1998 organizate în Seul a fost tigruțul Hodori.

### Artă plastică
Printre primele reprezentări picturale ale tigrului se numără desenele descoperite în unele cavouri coreene care aparțin, probabil, de regatul Goguryeo. Se credea că imaginea tigrului protejează cavourile. În afară de desene pe pereți, în cavouri au fost găsite și obiecte de uz casnic din epoca bronzului cu imagini ale tigrului pictate sau gravate pe ele: oglinzi, topoare, cuțite, clopoței, ornamente etc. Tigrul reprezintă unul din cele mai utilizate motive în arta plastică chinezească.
Tigrul este adeseori reprezentat și în arta indiană. Un exemplu notoriu este jucăria mecanică de lemn „Tigrul lui Tipu”, care reprezintă un tigru înfruptându-se dintr-un soldat englez în uniformă roșie și care se află acum la Victoria and Albert Museum în Londra.
Islamul interzice reprezentarea grafică a animalelor, astfel încât tigrul nu a fost ilustrat în țările cu această religie. Sufismul însă face excepție pentru tigru, astfel încât animalul apare ilustrat pe covoare și țesături, cât și pe pereții unor moschei, cum e cazul orașului Samarkand din Uzbekistan.
Motivul tigrului este exploatat și în arta plastică europeană, de exemplu în scenele de vânătoare ale lui Eugène Delacroix sau în tabloul „Vânătoarea de tigri și lei” de Peter Paul Rubens (1618).

### Cinematografie și muzică
Tigrii sunt personaje frecvent întâlnite în filmele de animație. Unul dintre prietenii lui Winnie de Pluș este Tigru, reprezentat ca fiind mereu energic și țopăind întruna. În filmul Kung Fu Panda, tigresa (vocea Angelinei Jolie) este capul grupului de luptători kung fu în care personajul principal, un urs panda, aspiră să intre.
Motivul tigrului antropofag apare în unul din ultimele filme ale lui Fritz Lang, Der Tiger von Eschnapur. În comedia 
Raidul vărgat, cel mai de succes film sovietic al anului 1961, un grup de tigri și lei scapă din cușcă și terorizează pasagerii unui vas de croazieră. Tigra este una din personajele feminine ale benzilor desenate Marvel. În drama Doi frați (2004) este expusă povestea a doi frați tigrișori despărțiți de oameni pentru a fi antrenați în lupte.

Motivul tigrului este invocat și în muzică. Tiger este denumirea unui cântec de pe albumul Arrival al formației suedeze ABBA. Cântecul Eye of the Tiger al formației Survivor, regăsit în coloana sonoră a filmului Rocky 3 (1982), a ajuns pe prima poziție a clasamentului Billboard Hot 100 în același an.

### Heraldică
Tigrul malaezian este un simbol național al Malaeziei, țară în care este invocat pe stemă, pe emblemele a mai multe instituții de stat, cum ar fi Banca Malaeziei, pe embleme ale forțelor armate ș.a. Tigrul bengalez este animalul național al Indiei și al Bangladeshului și apare pictat pe steagul mișcării separatiste „Tigrii eliberării din Tamil-Eelam” din Sri Lanka. Tigrul siberian este animal național al Republicii Coreea. Este reprezentat pe drapelul și stema ținutului Primorie, stema ținutului Habarovsk și alte simboluri heraldice ale localităților din împrejurimi. Apare într-o reprezentare mai puțin fidelă și pe stema orașului Irkutsk.

Stema ținutului Primorie
Stema orașului Vladivostok
Stema orașului Habarovsk
Fosta stemă a orașului Irkutsk (1790)

### Animalul favorit
În urma unui sondaj realizat de Animal Planet, tigrul a fost votat ca animal favorit de cea mai mare parte din intervievați. Acesta a primit votul a 21% din respondenți, depășind câinele (20%), delfinul (13%), calul (10%), leul (9%), șarpele (8%) și alte animale ca elefantul, cimpanzeul, urangutanul și balena. În cadrul sondajului au participat peste 50.000 spectatori din 73 de țări.
Behavioristul Candy d'Sa, care a colaborat cu Animal Planet la alcătuirea listei, a afirmat: „noi ne putem identifica cu tigrul, pentru că este feroce și impunător la exterior, dar nobil și pătrunzător în interior”.
Callum Rankine, ofițer internațional însărcinat cu speciile la asociația ecologistă de caritate World Wildlife Federation, consideră rezultatul dătător de speranțe: „Dacă oamenii votează tigrul ca animal preferat, înseamnă că îi recunosc importanța, și, să sperăm, necesitatea asigurării supraviețuirii sale”.